# Chloé Mazlo
Chloé Mazlo est une artiste plasticienne, réalisatrice, scénariste et comédienne française, née le 15 octobre 1983 à Boulogne-Billancourt.

## Biographie
Née au sein d’une famille de joailliers originaires du Liban, elle a étudié le graphisme à École supérieure des arts décoratifs de Strasbourg (aujourd’hui Haute école des arts du Rhin). Elle se spécialise par la suite dans la réalisation de films d’animation, au croisement de différentes techniques.
Qu’ils empruntent le territoire de l’autobiographie, de l’adaptation littéraire, ou de son histoire familiale, ses films se distinguent par leur langage pictural fortement allégorique. Entre crise des idéaux et espoirs déçus, ils décrivent à des degrés divers les tribulations de personnages aux prises avec l’expérience du désenchantement.
Ses courts-métrages ont été sélectionnés dans de nombreux festivals français et internationaux, diffusés à la télévision (France 2, Canal +) et primés à plusieurs reprises.
En 2015, Les Petits Cailloux remporte le César du meilleur court métrage d'animation.
En 2020, elle réalise son premier long-métrage, Sous le ciel d'Alice, avec Alba Rohrwacher et Wajdi Mouawad dans les rôles principaux, sélectionné à la 59e Semaine de la critique du festival de Cannes 2020 et nommé dans la catégorie Meilleur Premier Film à la 27è édition des Lumières de la Presse Internationale.

## Filmographie

### Réalisatrice

#### Courts métrages
- 2007 : L'amour m'anime
- 2010 : Deyrouth
- 2014 : Les Petits Cailloux
- 2015 : Conte de fées à l'usage des moyennes personnes, d'après le conte de Boris Vian
- 2016 : Diamenteurs
- 2019 : Asmahan la diva

#### Long métrage
- 2020 : Sous le ciel d'Alice

### Actrice
- 2007 : L'amour m'anime
- 2010 : Deyrouth
- 2013 : Agit Pop de Nicolas Pariser
- 2014 : Les Petits Cailloux
- 2015 : Le Grand Jeu de Nicolas Pariser
- 2016 : Diamenteurs
- 2019 : Asmahan la diva

## Applications
- 2011 : Albert
- 2014 : Astropolo

## Distinctions
- 2010 :
  - 14e Arab Film Festival (en) (San Francisco) : 1er prix pour Deyrouth

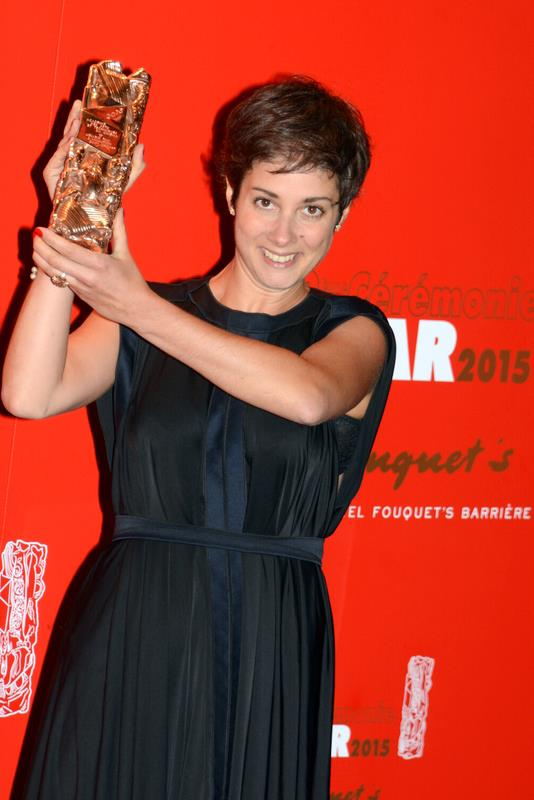
Chloé Mazlo à la cérémonie des César 2015.

  - 12e festival du cinéma européen en Essonne : prix du public pour Deyrouth
  - Festival des Dokumentarfilms (de) (Neubranderburg) : prix étudiant pour Deyrouth
  - festival des courts du 18e (Paris) : prix du public pour Deyrouth
  - festival AlterMed (Avignon) : 1er prix pour Deyrouth
- 2012 : Baghdad International Film Festival (Irak) : troisième prix Arab Women Filmmakers Competition pour Deyrouth
- 2014 : festival du court-métrage de Fontainebleau : prix de la créativité pour Les Petits Cailloux
- 2015 : 
  - 4e festival du film franco-arabe de Noisy-le-Sec : prix fiction du meilleur court métrage pour Conte de fées à l'usage de moyennes personnes
  - 13e festival international de court-métrage FIKE (Portugal) : prix du public pour Conte de fées à l'usage des moyennes personnes
  - 40e cérémonie des César : meilleur court-métrage d'animation pour Les Petits Cailloux
- 2016 : 4e festival des courts en hiver de Porto-Vecchio : prix du jury pour Conte de fées à l'usage de moyennes personnes
- 2017 :
  - 6e festival du film franco-arabe de Noisy-le-Sec : prix du public pour Diamenteurs
  - 6e festival du film de Fontenay-le-Comte : prix spécial du jury pour Conte de fées à l'usage de moyennes personnes
- 2019 : 8e festival du film franco-arabe de Noisy-le-Sec : prix du jury et prix du public pour Asmahan la diva
- 2020 : sélection de la 59e Semaine de la critique du festival de Cannes 2020[3] pour Sous le ciel d'Alice
- 2021 : Grand Prix du film francophone au Festival international du film francophone de Tübingen à Stuttgart pour Sous le ciel d'Alice